# Gaspar da Madre de Deus
Gaspar Teixeira de Azevedo, plus connu comme Frei  Gaspar da Madre de Deus (Frère Gaspar de la Mère de Dieu) (São Vicente, 9 février 1715 - Santos, 28 janvier 1800), fut un religieux de l’Ordre de Saint Benoit et historien brésilien.